# Ava Rocha
Ava Patrya Yndia Yracema Gaitán Rocha, conhecida como Ava Rocha (Rio de Janeiro, 21 de março de 1979), é uma cantora, compositora e cineasta brasileira.
Formou em 2008 a banda AVA, com Daniel Castanheira (percussão), Emiliano Sette (violão) e Nana Carneiro (violoncelo). O grupo lançou seu primeiro disco em 2011 e se dissolveu em 2014.
No ano seguinte, Ava lançou seu primeiro álbum solo, apontado como o quarto melhor de 2015 pelo crítico Ben Ratliff, do jornal The New York Times. Venceu o Prêmio Multishow nas categorias Artista Revelação e Novo Hit (com a música Você Não Vai Passar). 
É filha do cineasta Glauber Rocha e da artista plástica Paula Gaitán. Em algumas de suas composições, usa como letra poemas do avô, Jorge Gaitán Durán. É casada com Negro Leo.
Seu álbum Trança foi eleito o 30º melhor disco brasileiro de 2018 pela revista Rolling Stone Brasil e um dos 25 melhores álbuns brasileiros do primeiro semestre de 2018 pela Associação Paulista de Críticos de Arte (APCA). Seu disco NEKTAR foi escolhido pela APCA como um dos 50 melhores álbuns nacionais de 2023.

## Discografia
- 2011 - Diurno (com a banda AVA) - Warner (6.000 cópias vendidas)
- 2015 - Ava Patrya Yndia Yracema - Circus Produções (2.000 cópias vendidas)
- 2018 - Trança - Circus Produções

## Filmografia
- 2015 - Hysteria (documentário), com Evaldo Mocarzel[12]